# 26119 Дуден
26119 Дуден  (26119 Duden) — астероїд головного поясу, відкритий 7 жовтня 1991 року.
Тіссеранів параметр щодо Юпітера — 3,487.